# 情報哲学
情報の哲学（じょうほうのてつがく、philosophy of information、「P.I.」と略する）は情報科学や情報工学や情報技術と「哲学」が交差するところで生じる哲学的問題について哲学的に研究する分野である。情報学が情報の扱い方（理論的に、工学的に）に対する学問であることに比して情報哲学は情報そのものにたいする考察と探求が対象、と主張する。
情報哲学には以下が含まれる:
1. 概念的な性質や「情報」の基本原理（それらの運動性、有用性、科学を含む）に対する批評的洞察。
2. 哲学的問題に対する情報理論と計算手法による、精緻化と応用.[1]

## 歴史
情報哲学は人工知能、論理学、サイバネティクス、社会学、倫理学そして言語情報研究から発展したものである。

### 論理学
論理学には古い歴史があるが、19世紀にジョージ・ブールらにより数理論理学的な形式化がおこなわれた。さらに、チャールズ・サンダース・パースは、後にクロード・シャノンがA Symbolic Analysis of Relay and Switching Circuitsで形式化した、論理演算を機械的に遂行する可能性について指摘している。彼らは哲学についても考察したが、数理論理的な成果そのものは理論的・工学的なもので、哲学的なものではない。

### 一般システム理論とサイバネティクス

#### 一般システム理論
メイシー会議においてルートヴィヒ・フォン・ベルタランフィ、アナトール・ラポポート、ケネス・E・ボールディング、ウィリアム・ロス・アシュビー、マーガレット・ミード、グレゴリー・ベイトソンらが提唱した一般システム理論は様々な現象をシステムとして捉え、様々なシステムに適用される一般理論を構築しようとするものであった。

#### サイバネティクス
ノーバート・ウィーナーそしてウィリアム・ロス・アシュビーは、フィードバックと自動制御に関する考察から、それを生物やさらにシステム一般に広げた、サイバネティクスを提唱した。

#### 情報と計算の理論
アロンゾ・チャーチ、アラン・チューリング、クルト・ゲーデル、ジョン・フォン・ノイマン、クロード・シャノン、ウォーレン・ウィーバーらによる一連の成果である。それらの理論は（直接には）哲学とは無関係だが、チューリングのように（チューリング・テストなど）哲学的な考察もまた行われた。

### 言語情報研究
この研究分野に対する貢献はフレッド・ドレツキ、ジョン・バーワイズ、ブライアン・キャントウェル・スミス、そしてその他の人物によって後になされた。
Center for the Study of Language and Information (CSLI) は、ジョン・ペリー、ジョン・バーワイズの指揮のもと、哲学者、コンピューター科学者、言語学者、心理学者たちによって1983年にスタンフォード大学に設立された。

### P.I.
最近になると、これらの分野は情報哲学としてしられるようになった。この表現は1990年代にルチアーノ・フロリディによって提唱された。彼はこれら分野全体の主題のための統一され首尾一貫した、概念的なフレームを生み出すため、多くの出版物を手がけている。

### 生物学

#### 環世界
ヤーコプ・フォン・ユクスキュルが提唱した生物学の概念。
生物は、普遍的な時間や空間を生きているのではなく、個体独自の生物学的環境＝環世界で生きているという概念。

## 「情報」の定義
「情報」という概念に関しては、様々な研究者がその定義をそれぞれに提示している。

### パース
チャールズ・サンダース・パースの情報理論は、彼のより広範な理論であるシンボルによるコミュニケーションのところで取り扱われている。それは彼のいう記号過程であり、彼の記号論の重要な部分となっている。
パースにとって、情報は、記号と表現のあり方を統合したものであり、それぞれが指示義と外延、もう一方で、共示義と内包という概念によって、包摂されている。

### シャノンとウィーバー
この研究において、クロード E.シャノンはとても警句的であったと言える。
「情報という言葉は情報理論において様ざまなことなる意味で使われてきているが、
そのどれも、この分野における研究において満足のいくような定義ができていないように思われる。
情報を一つの概念定義で一般化することはとても困難である。」（Shannon 1993, p. 180）
シャノンに続いてウィーバーも以下のような分析で援用している。
1. シャノンの理論における情報量にかかわる技術的問題
2. 意味と真実というような形而上学的問題

この二つに加えて、同じくらい重要な役割を果たすと考えられている
1. 「影響性」

と呼ぶ、人間の行動情報に対する、影響や有効性にかかわる問題。
影響や有効性に関して言えば、どのような情報分析においてもまっさきに取り上げられる2例である。
情報について語る時に以下の文献は欠かせない。
the Stanford Encyclopedia of Philosophy article.
上記文章はこの文献に基づいている。
しかし一方で、最も狭義で、しかし明確で本質的な定義は、彼らによる情報理論における情報量の意味での「情報」であろう。それには哲学が無い、と哲学者は批判するかもしれないが。

### ベイトソン
グレゴリー・ベイトソンは情報を「差異を生み出す差異」として定義している。これはMacKayの「情報は差異を生み出す弁別」という言葉に基づいている。

### フロリディ
フロリディによれば、4種類の相互依存する現象が一般的には情報と呼ばれる。
- 何かについての情報 (例：列車の時刻表)
- 何かとしての情報 (例：DNA、指紋)
- 何かの為の情報 (例：アルゴリズム、命令)
- 何かにおける情報 (例：パターン、制約).

「情報」という言葉は一般的には多義的かつ抽象的に使われており、定義は曖昧である。

### 西垣通
西垣通によれば、情報は以下の3種類にわけて考えることができる。
1. 生命情報、生命そのものを構成する情報
2. 社会情報、生命の社会的な構成から生じる情報
3. 機械情報、機械が処理する情報

### クァンタン・メイヤスー
クァンタン・メイヤスーは、その著作「有限性の後で」の中で、存在の一次性質と二次性質について触れている。一次性質は数学的性質であり、人間の思弁的結果である二次性質に先立って存在すると述べている。

## 哲学における展開

### コンピューティングと哲学
セマンティックウェブ、オントロジー工学、知識工学そして現代的な人工知能のような、近年のコンピューターに関する進歩と成果は哲学に対して豊かな気づき、新しく革新的な研究課題、方法論そして哲学的要求に対するモデルを与えている。
コンピューター科学が旧来の哲学に対する新しい意義や挑戦を突きつけ、変化を起こしている一方、哲学によるバイオインフォマティクス、ソフトウェア工学、知識工学、オントロジーなどの分野のための健全な基盤の提供があるからこそ、コンピューター科学における大きな進歩が可能になったとも考えられる。
心、意識、経験、推論、知識、真実、モラル、クリエイティビティといった古典的な哲学のトピックは、急速にコンピューター科学における共通の関心事および調査の焦点となっている。
ルチアーノ・フロリディの著書 "によれば、人は計算手法に適用される様々な方法で、哲学的問題に対して取り組むことができる。
1. コンピューター上での概念的実験：古典的な思考実験を拡張する結果、論理学, 認識論, 科学哲学, 生命哲学, 心理哲学などにおける疑問に対して、哲学はコンピューターモデルによる計算を取り入れ始める。
2. 汎計算機主義: 計算機的情報的概念により、正しい抽象度を提示し、世界のいかなるものもコンピューターモデルのようにモデル化や表象化が可能になり、どのようなプロセスも計算機的にシミュレーション可能になると考えられている。しかしながら、汎計算機主義は以下の二つの疑問への信頼に足る回答をだせずにいる。
  1. 人はシステムの差異によって生じる曖昧さをどのように回避しうるのか?
  2. 情報システム (情報処理と同義であるなら、計算機システム)以外の手段で、人はどのようにシステムを洞察しうるのか？

### 情報と社会
電気的に媒介された情報の社会的もしくは文化的側面に対しては、多数の哲学者及びその他の思想家によって、その哲学的研究がなされている。

### 計算的転回（Computational Turn）と情報学的転回（Informatic Turn）
西垣通の提唱する情報学的転回は、コンピューターによる情報を機械情報として相対化し、フロリディの唱える汎計算機主義的な計算的転回に対して、一定の距離をとっている。

### 思弁的実在論
クァンタン・メイヤスー、グレアム・ハーマンらが参加する現代哲学の運動であり。それ自体、情報哲学として定義されることはないが、グレアム・ハーマンは言語論的転回を逆転させることを明言している。

## 社会における展開

### プライバシーと人権

#### 忘れられる権利
情報哲学の先駆者でもあるルチアーノ・フロリディは忘れられる権利に関するグーグルの諮問委員会メンバーを務めた。
また、情報プライバシーを基本的人権と謳った、EUによるGDPRの施行により、情報とプライバシー、人権に関する課題も、社会的に深く考えられるようになった。

## 関連文献
- Luciano Floridi, "What is the Philosophy of Information?" Metaphilosophy, 33.1/2: 123-145. Reprinted in T.W. Bynum and J.H. Moor (eds.), 2003. CyberPhilosophy: The Intersection of Philosophy and Computing. Oxford – New York: Blackwell.
- -------- (ed.), 2004. The Blackwell Guide to the Philosophy of Computing and Information. Oxford - New York: Blackwell.
- Greco, G.M., Paronitti G., Turilli M., and Floridi L., 2005. How to Do Philosophy Informationally. Lecture Notes on Artificial Intelligence 3782, pp. 623–634.